# Världsmästerskapen i landsvägscykling 2014
Världsmästerskapen i landsvägscykling 2014 avgjordes i Ponferrada, Spanien under perioden 20–28 september 2014.

## Medaljsummering

### Elittävlingar
| Herrar                          | Guld | Guld       | Silver | Silver  | Brons | Brons   |
| Linjelopp – 28 sept. 254,8 km   | Michał Kwiatkowski · Polen | 6:29.07    | Simon Gerrans · Australien | + 0.01  | Alejandro Valverde · Spanien | + 0.01  |
| Tempolopp – 24 sept. 47,1 km    | Bradley Wiggins · Storbritannien | 56.25,52   | Tony Martin · Tyskland | + 26,23 | Tom Dumoulin · Nederländerna | + 40,64 |
| Lagtempolopp – 21 sept. 57,1 km | BMC Racing Team · Rohan Dennis (AUS) · Silvan Dillier (SUI) · Daniel Oss (ITA) · Manuel Quinziato (ITA) · Tejay van Garderen (USA) · Peter Velits (SVK) | 1:03.29,85 | Orica–GreenEDGE · Luke Durbridge (AUS) · Michael Hepburn (AUS) · Damien Howson (AUS) · Brett Lancaster (AUS) · Jens Mouris (NED) · Svein Tuft (CAN) | + 31,84 | Omega Pharma–Quick-Step · Tom Boonen (BEL) · Michał Kwiatkowski (POL) · Tony Martin (GER) · Pieter Serry (BEL) · Niki Terpstra (NED) · Julien Vermote (BEL) | + 35,22 |

| Damer                            | Guld | Guld     | Silver | Silver    | Brons | Brons     |
| Linjelopp – 27 sept. 127,4 km    | Pauline Ferrand-Prévot · Frankrike | 3:29.21  | Lisa Brennauer · Tyskland | + 0.00    | Emma Johansson · Sverige | + 0.00    |
| Tempolopp – 23 sept. 29,5 km     | Lisa Brennauer · Tyskland | 38.48,16 | Hanna Solovey · Ukraina | + 18,68   | Evelyn Stevens · USA | + 21,25   |
| Lagtempolopp – 21 sept. 36,15 km | Specialized–lululemon · Chantal Blaak (NED) · Lisa Brennauer (GER) · Karol-Ann Canuel (CAN) · Carmen Small (USA) · Evelyn Stevens (USA) · Trixi Worrack (GER) | 43.33,35 | Orica-AIS · Annette Edmondson (AUS) · Melissa Hoskins (AUS) · Emma Johansson (SWE) · Jessie MacLean (AUS) · Valentina Scandolara (ITA) · Amanda Spratt (AUS) | + 1.17,56 | Astana BePink · Alena Amialiusik (BLR) · Simona Frapporti (ITA) · Doris Schweizer (SUI) · Alison Tetrick (USA) · Silvia Valsecchi (ITA) · Susanna Zorzi (ITA) | + 2.19,64 |

### U-23-tävlingar
| Herrar                        | Guld                            | Guld     | Silver                  | Silver | Brons                        | Brons  |
| Linjelopp – 26 sept. 182,0 km | Sven Erik Bystrøm · Norge       | 4:32.39  | Caleb Ewan · Australien | + 0.07 | Kristoffer Skjerping · Norge | + 0.07 |
| Tempolopp – 22 sept. 36,15 km | Campbell Flakemore · Australien | 43.49,94 | Ryan Mullen · Irland    | + 0,48 | Stefan Küng · Schweiz        | + 9,22 |

### Juniortävlingar
| Herrar                        | Guld                     | Guld     | Silver                          | Silver  | Brons                           | Brons   |
| Linjelopp – 27 sept. 127,4 km | Jonas Bokeloh · Tyskland | 3:07.00  | Alexandr Kulikovskiy · Ryssland | + 0.00  | Peter Lenderink · Nederländerna | + 0.00  |
| Tempolopp – 23 sept. 29,5 km  | Lennard Kämna · Tyskland | 36,13,49 | Adrien Costa · USA              | + 44,66 | Michael Storer · Australien     | + 58,11 |

| Damer                        | Guld                        | Guld     | Silver                       | Silver  | Brons                        | Brons   |
| Linjelopp – 26 sept. 72,8 km | Amalie Dideriksen · Danmark | 2:02.59  | Sofia Bertizzolo · Italien   | + 0.00  | Agnieszka Skalniak · Polen   | + 0.00  |
| Tempolopp – 22 sept. 13,9 km | Macey Stewart · Australien  | 20.08,39 | Pernille Mathiesen · Danmark | + 10,79 | Anna-Leeza Hull · Australien | + 13,31 |

## Medaljfördelning

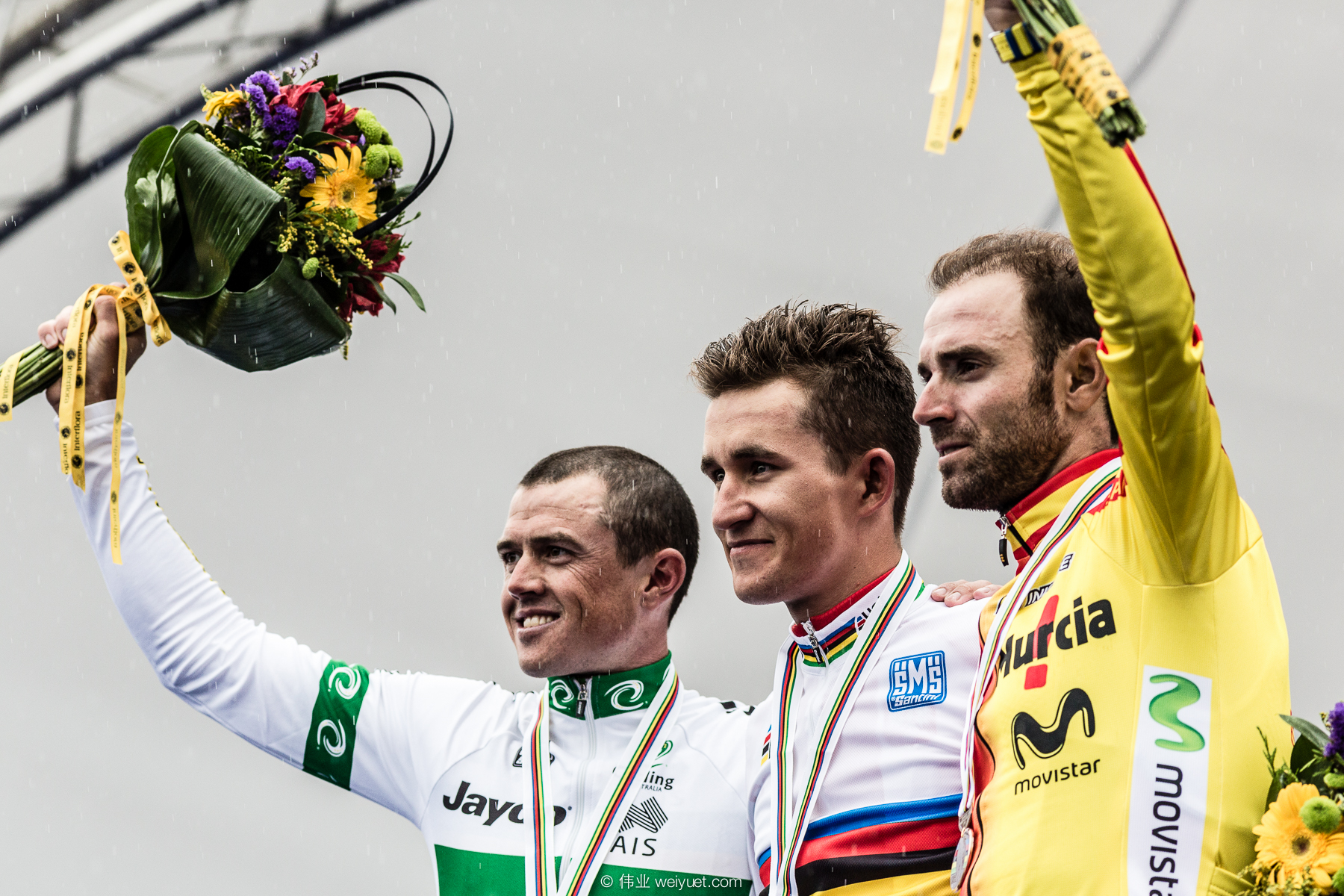
Simon Gerrans (Australien), Michał Kwiatkowski (Polen), Alejandro Valverde (Spanien)

| Pl. | Nation         | Guld | Silver | Brons | Totalt |
| --- | -------------- | ---- | ------ | ----- | ------ |
| 1.  | Tyskland       | 3    | 2      | 0     | 5      |
| 2.  | Australien     | 2    | 4      | 2     | 8      |
| 3.  | USA            | 2    | 1      | 1     | 4      |
| 4.  | Danmark        | 1    | 1      | 0     | 2      |
| 5.  | Norge          | 1    | 0      | 1     | 2      |
| 5.  | Polen          | 1    | 0      | 1     | 2      |
| 7.  | Frankrike      | 1    | 0      | 0     | 1      |
| 7.  | Storbritannien | 1    | 0      | 0     | 1      |
| 9.  | Italien        | 0    | 1      | 1     | 2      |
| 10. | Irland         | 0    | 1      | 0     | 1      |
| 10. | Ryssland       | 0    | 1      | 0     | 1      |
| 10. | Ukraina        | 0    | 1      | 0     | 1      |
| 13. | Nederländerna  | 0    | 0      | 2     | 2      |
| 14. | Belgien        | 0    | 0      | 1     | 1      |
| 14. | Schweiz        | 0    | 0      | 1     | 1      |
| 14. | Spanien        | 0    | 0      | 1     | 1      |
| 14. | Sverige        | 0    | 0      | 1     | 1      |